# Резуха кавказская
Резуха кавказская, или Арабис кавказский (лат. Arabis caucasica) — вид цветкового растения семейства Капустные (Brassicaceae), известный под обиходным названием арабис садовый, кресс-салат горный или кресс-салат кавказский.

## Распространение
Произрастает в юго-восточной Европе и Средиземноморье, в том числе в Крыму и на Кавказе. Также присутствует на архипелаге Мадейра.

## Описание

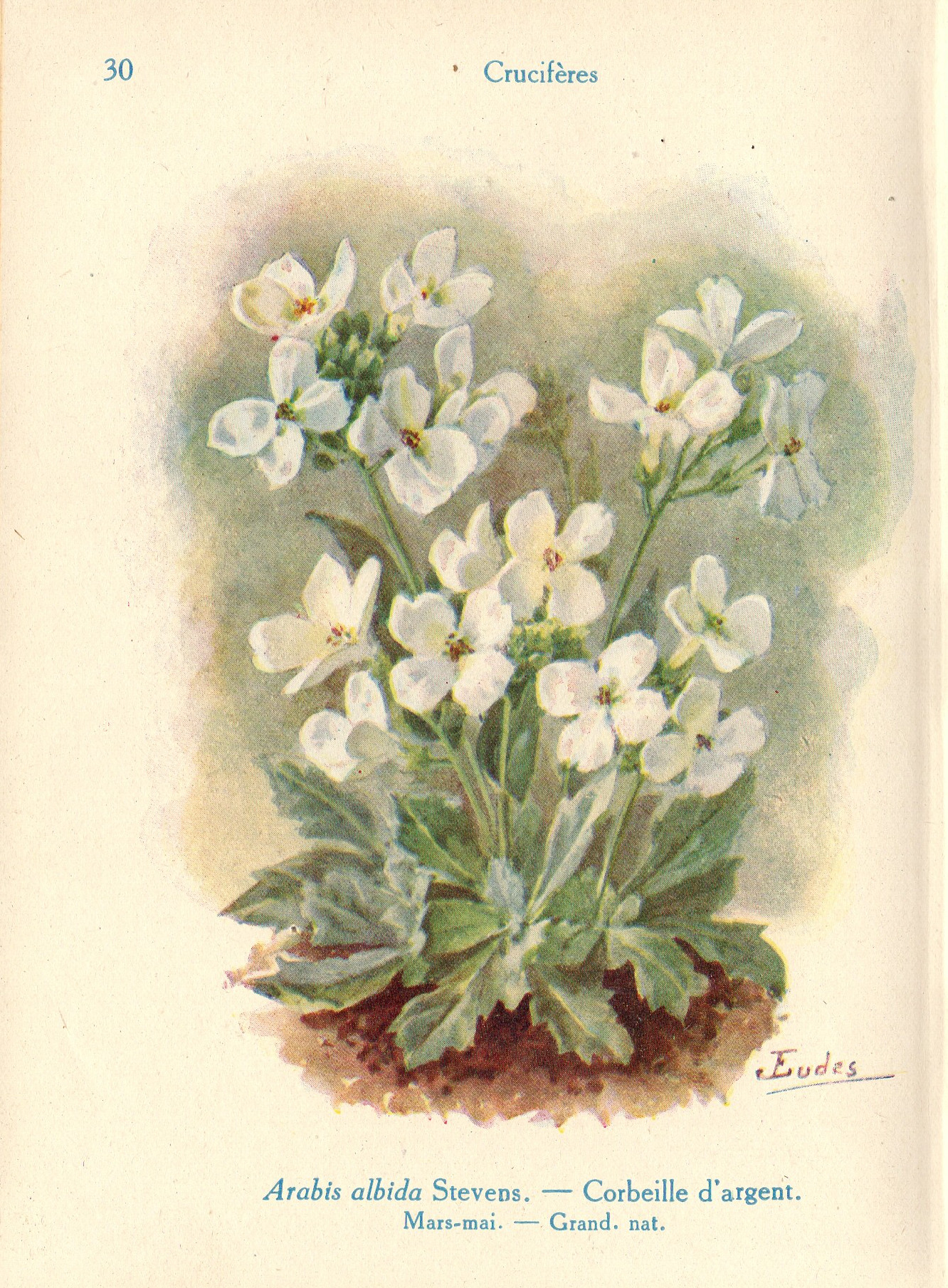
. Из акварелей Эд, Юджин-Жюль в: А. Гийомен, Les Fleurs de Jardins, том I: Les Fleurs de Printemps, Поль Лешевалье, 1929 г.

Вечнозелёное многолетнее травянистое растение высотой до 20 см, цветущее ранней весной, с белыми обоеполыми цветками, опыляемое пчёлами.
Стебель простой или слабо ветвистый, 10–35 см высотой. Прикорневые листья обратно-овально-продолговатые, тупые, суженные в короткий черешок. Стеблевые листья овальные или продолговатые, сидячие, сердцевидно-стеблеобъемлющие, все редко-зубчатые.
Кисть голая (Arabis caucasica var. gymnostachya N. Busch) или пушистая (Arabis caucasica var. trichostachya N. Busch); чл. 4.5—7 мм длиной; лепестки белые, 11–17 мм длиной, пластинка их обратно-овальная, внезапно суженная в ноготок; цвн. при пл. отстоящие, 10–14 мм длиной.
Стручки линейные, плоские, четковидные, косо вверх стоящие, 2,5–6,5 мм длиной, 1,5–2 мм шириной, голые или редко мелко-пушистые (Arabis caucasica var. puberula N. Busch).
Семя тёмно-коричневое, 1,25–1,5 мм длиной, 1–1,25 мм шириной, округлое, с узкой каймой.
Цветение в марте—мае.

## Применение
Хороший медонос. Используется как почвопокровное декоративное растение.

## Выращивание

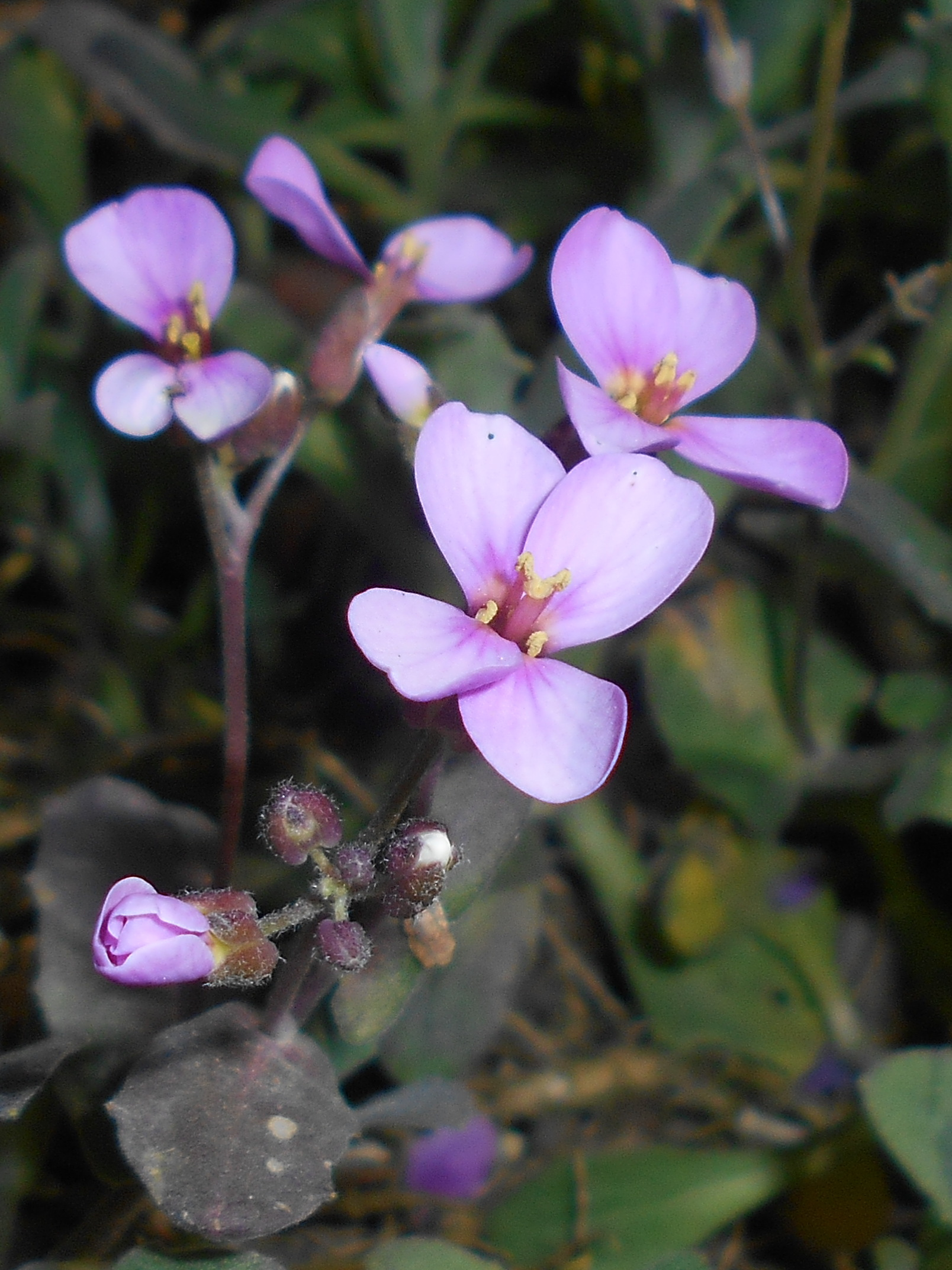
Сорт 'Pinkie'

Популярное декоративное садовое растение благодаря раннему цветению, сорта включают розовый 'Compinkie'. Под предполагаемым синонимом A. alpina subsp. caucasica, сорта 'Flore Pleno' и 'Schneehaube' получили награду Королевского садоводческого общества за выдающиеся садовые качества.